# Четумаль
Четума́ль (исп. Chetumal) — город на юго-востоке Мексики, столица штата Кинтана-Роо и административный центр муниципалитета Отон-Бланко. Численность населения, по данным переписи 2020 года, составила 169 028 человек. Город расположен примерно в 2 км от границы с Белизом.

## Общие сведения
Название происходит от слов майяйского языка Ch’aak Temal, что можно перевести как — место, где растут красные деревья.
Регион, где стоит современный город, был заселён индейцами майя. Здесь находилось вождество Чактемаль, которое контролировало окрестные территории. Последним вождём перед прибытием испанцев был Начан Кан, который получил в рабство двух выживших после кораблекрушения испанцев: Гонсало Герреро и Херонимо де Агилара. Герреро, в отличие от Агилара, полностью ассимилировался в общество майя, в котором жил. Он выучил их язык, обучил воинов Начан Кана новой тактике. В ответ вождь произвёл Герреро в командующего своей армией и отдал замуж свою дочь Сасиль Ша. У них родилось несколько детей — первых метисов в Мексике. Штат также называют «колыбелью метисов». (Этому посвящено несколько строк гимна штата). Ввиду удаленности региона, он не колонизировался испанцами. Здесь жили только майя. Правительство Порфирио Диаса решило положить конец этой ситуации, начав бороться с повстанцами и индейцами, чтобы установить пост на границе с Британским Гондурасом (современный Белиз).
Город был основан 5 мая 1898 года вице-адмиралом ВМС Мексики Отоном Помпейо Бланко, под названием Пайо-Обиспо, но в 1937 году был переименован в Четумаль.
19 сентября 1955 года, после сильного урагана Жанет, город был практически полностью разрушен. Его восстановление было заложено немного подальше от побережья.
8 октября 1974 года город Четумаль стал столицей штата Кинтана Роо.
Четумаль расположен на востоке полуострова Юкатан на побережье Карибского моря, в месте впадения Рио-Ондо в бухту Четумаль.

## Экономика
Экономика города базируется в основном на сфере услуг: торговля, туризм, связь, государственное управление и общественные услуги. Имеются также несколько предприятий текстильной промышленности, а также малые и средние предприятия, связанные с эксплуатацией сырья. Развито рыболовство и строительный сектор.
Город обслуживает Международный аэропорт Четумаль. Также здесь расположен порт, обслуживающий туристические и коммерческие суда.

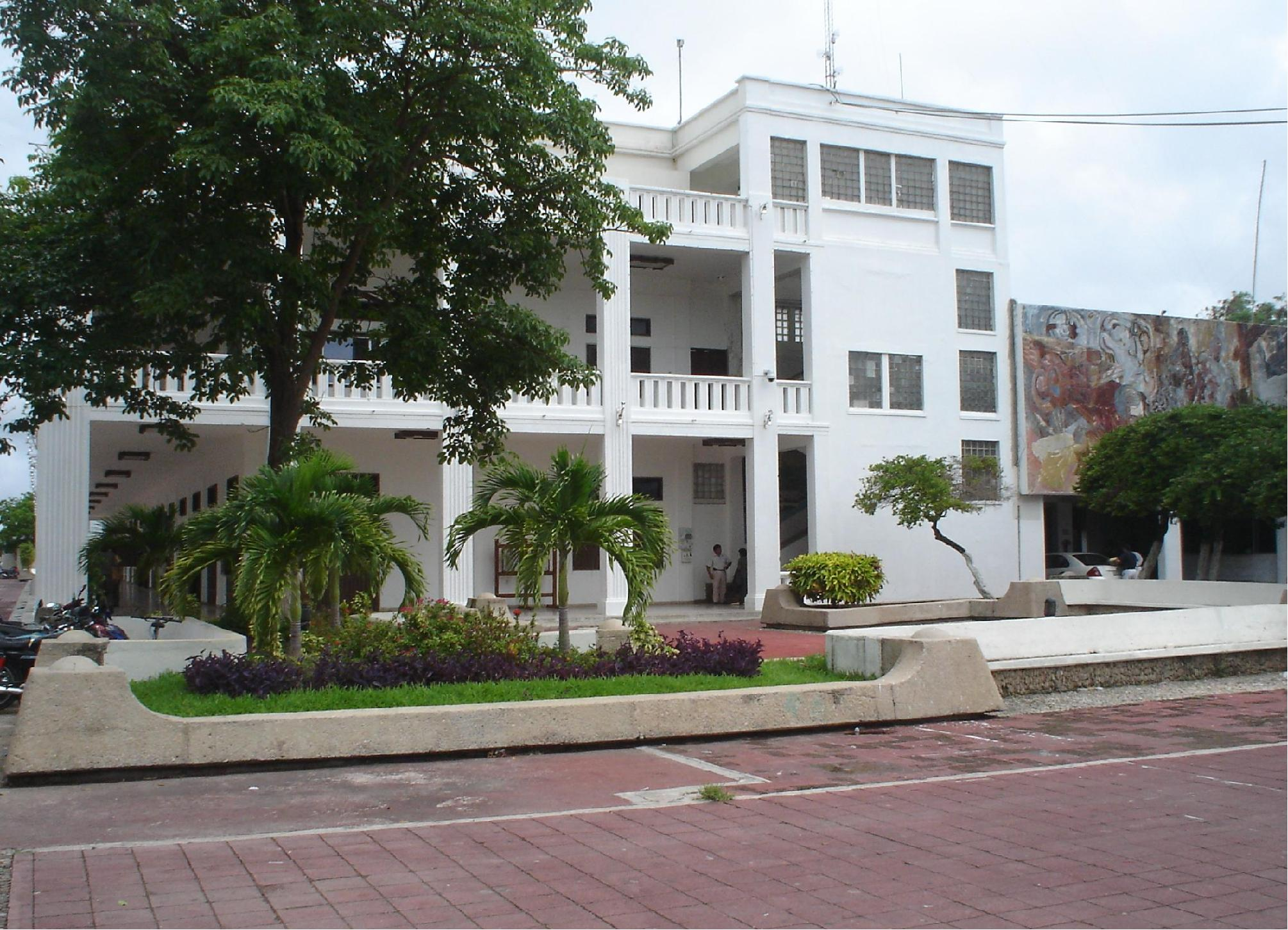
Резиденция губернатора штата